# Biernacice
Biernacice [pronunciación en polaco: /bjɛrnaˈt͡ɕit͡sɛ/] es un pueblo ubicado en el distrito administrativo de Gmina Wartkowice, dentro del condado de Poddębice, Voivodato de Łódź, en el centro de Polonia. Se encuentra a unos 11 kilómetros al oeste de Wartkowice, a 10 kilómetros al noroeste de Poddębice, y a 46 kilómetros al noroeste de la capital regional Łódź.